# Kallimachos (Bildhauer)
Kallimachos war ein griechischer Bildhauer und Bronzegießer unbekannter Herkunft, der im letzten Viertel des 5. Jahrhunderts v. Chr. vor allem in Athen tätig war. 

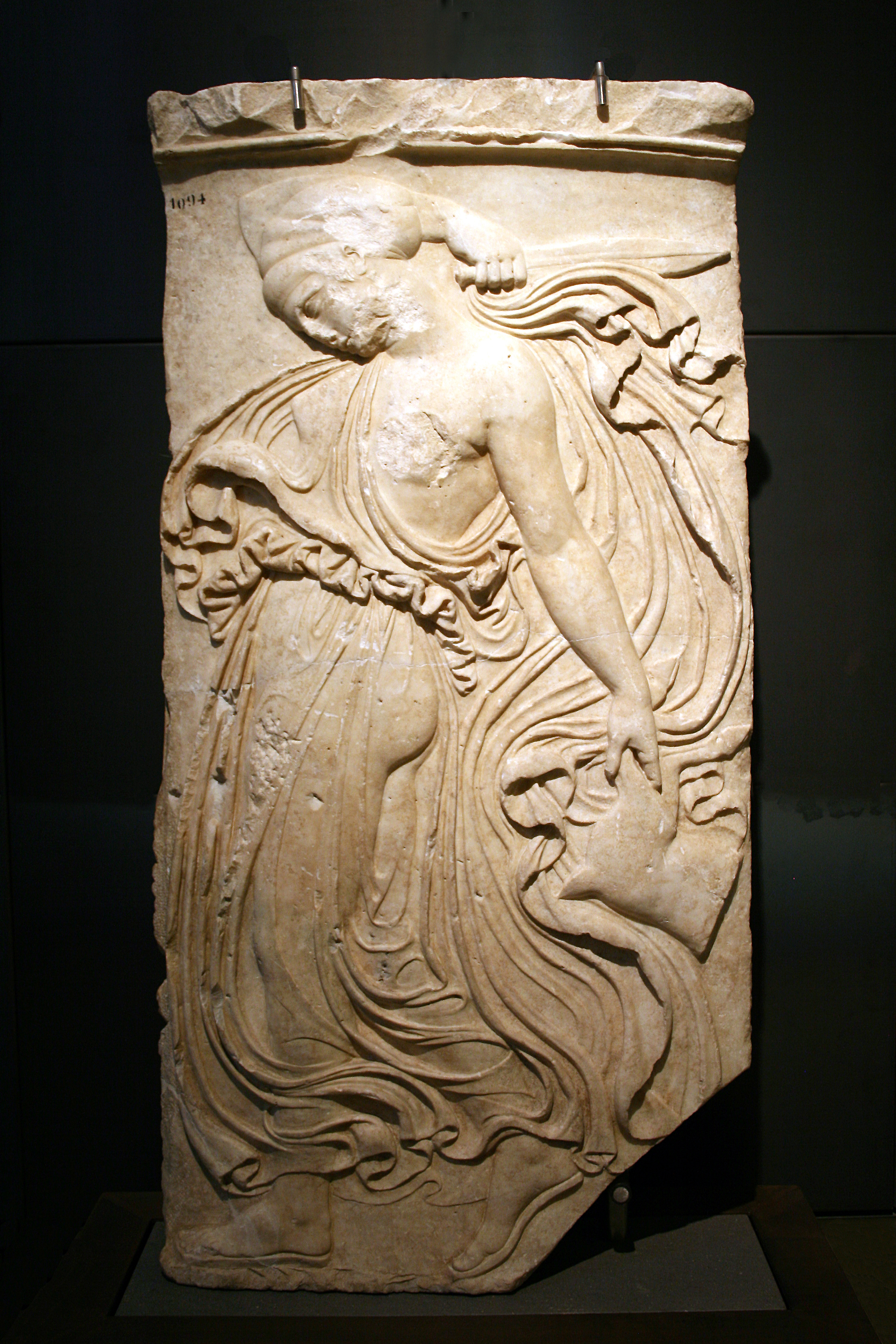
Tanzende Mänade, römische Kopie nach Kallimachos (ca. 406–405 v. Chr.), Kapitolinische Museen in Rom

Als Werke von ihm werden in der antiken Literatur genannt: tanzende Spartanerinnen; eine sitzende Hera in Plataiai; eine goldene Lampe, die Tag und Nacht im Erechtheion auf der Akropolis von Athen brannte. Vor allem wird ihm die Erfindung des korinthischen Kapitells und damit der Korinthischen Ordnung zugeschrieben. Auch soll er als Maler gewirkt haben. Keines dieser Werke ist erhalten, nur von den tanzenden Spartanerinnen gibt es wohl spätere Nachbildungen als Relief. Weitere Zuschreibungen sind hypothetisch. Bei der Grabstele der Hegeso gehen viele Forscher davon aus, dass es sich um eine Arbeit des Kallimachos oder eines seiner Schüler handelt.
Kallimachos hat sich intensiv um die Verbesserung der Bildhauertechnik bemüht und soll der Erste gewesen sein, der mit dem Bohrer gearbeitet hat. Er war nie mit seinen Arbeiten zufrieden, sondern feilte und besserte fortwährend an ihnen herum. 

## Namensgleicher Bildhauer
In späthellenistisch-römischer Zeit gab es einen weiteren Bildhauer mit dem Namen Kallimachos, der aus Athen stammte und durch seine Signaturen auf erhaltenen Werken bekannt ist.